# Кудайберген Пернебаєв
Қудайберге́н Пернеба́єв (каз. Құдайберген Пернебаев) — село у складі Мактааральського району Туркестанської області Казахстану. Адміністративний центр Бірліцького сільського округу.
До 1999 року село називалось Ленінжоли.
Населення — 1766 осіб (2021; 1493 у 2009, 1520 у 1999, 2035 у 1989).